# Rodney Weston
Rodney Weston (né le 28 mars 1964) est un homme politique canadien. 

## Biographie
Né en 1964, il a été membre du Parti progressiste-conservateur du Nouveau-Brunswick et est élu le 7 juin 1999, lors de la 54e élection générale, pour représenter la circonscription de Saint John-Fundy à l'Assemblée législative du Nouveau-Brunswick dans la 54e législature. Il reste à ce poste jusqu'en 2003. Il est élu député de la circonscription fédérale de Saint John sous la bannière conservatrice en 2008. Lors des élections générales de 2015, il a été défait par Wayne Long du Parti libéral du Canada dans la nouvelle circonscription de Saint John—Rothesay.